# Hoplapoderini
Hoplapoderini — триба жуков-трубковёртов подсемейства Apoderinae. Голова короткая с очень короткой шеей, у обоих полов одинаковая. Виски не длиннее или чуть длиннее диаметра глаза. Голова при взгляде сбоку наибольшей высоты у основания, отсюда сужена вперёд. Лоб почти в два раза шире диаметра глаза. Надкрылья часто с бугорками, пятнами или швами.

## Распространение
Ареал охватывает Юго-Восточную Азию, Индию, Африку и Мадагаскар. На территории бывшего СССР распространены 4 вида из четырёх родов, обитающие на юге Дальнего Востока.

## Морфология имаго
Голова короткая, обычно не длиннее своей ширины, с выпуклым теменем и короткой перетянутой шеей, Глаза сильно выдающиеся, виски часто чуть-чуть длиннее поперечника глаза. Головотрубка короткая и широкая. Усики крепятся у основания головотрубки, короткие, с удлинённым первым члеником, булава плотная, овальной формы. Переднеспинка с боков сильно закруглённая, впереди гораздо уже основания, обычно с продольной бороздкой посредине, с грубой скульптурой, часто с острыми бугорками или шипиками. Щиток четырёхугольный. Надкрылья нередко с выдающимися на главных жилках.

## Список родов
Некоторые роды:
- Echinapoderus Voss, 1926
- Hoplapoderus Jekel, 1860
- Paratomapoderus Voss, 1926
- Paroplapoderus Voss, 1926
- Phymatapoderus Voss, 1926
- Rhamnapoderus Voss, 1926
- Tomapoderus Voss, 1926